# Andrea Aguilera Paredes
Andrea Victoria Aguilera Paredes (Ventanas, Los Ríos, 27 de abril de 2001) es una modelo y reina de belleza ecuatoriana que fue coronada Miss Supranacional 2023, el 14 de julio de 2023.
Anteriormente fue coronada como Miss Grand Ecuador 2021 y representó a Ecuador en el certamen Miss Grand International 2021, donde terminó como primera finalista, es en la actualidad una de las reinas ecuatorianas más exitosa de todos los tiempos como reina grand slam visito más de 15 países participando de obras sociales y promocionando la marca de su concurso 

## Biografía
Aguilera nació en Ventanas, Ecuador, el 27 de abril de 2001. Además de Ventanas y Guayaquil, ha vivido en otras partes de Ecuador, incluidas Quito y Cuenca. Aguilera fue conocida por representar a su provincia en varios concursos de belleza de su país. Estudiaba Medicina en la Universidad de Guayaquil, en 2021 detuvo la carrera por el certamen. Luego del certamen, Aguilera ingresó a la sexta temporada de Soy el mejor (2022), donde dejó el reality show luego de dos presentaciones debido a que tres jueces hicieron comentarios despectivos sobre su participación en Miss Grand International. En 2022 comenzó a estudiar la licenciatura en Negocios Internacionales en la UEES.

## Incursión en los concursos de belleza

### Reina de los Ríos 2019
Aguilera inició su carrera en certámenes en 2018 luego de ganar el derecho a representar a Ventanas en el certamen provincial Reina de Los Ríos. Aguilera se unió el 16 de septiembre, cuando fue anunciada como concursante. El 27 de septiembre de 2019, Aguilera ganó el certamen provincial.

### Miss Tierra Ecuador 2019
Antes de competir en Reina de Los Ríos, Aguilera se unió al certamen nacional de Miss Tierra, donde terminó como miss tierra Ecuador-Fire (tercera finalista) en la noche de gala.

### Concurso Nacional de Belleza Ecuador 2020
En diciembre de 2019, Aguilera ganó el concurso Miss New Model Maganize 2020, certamen donde la ganadora se incorporó directamente al concurso nacional CNB Ecuador. En febrero de 2020, fue anunciada como una de las veinte seleccionadas en el casting para competir por el título de CNB Ecuador 2020. Pero decide retirarse de la competencia debido a la pandemia de COVID-19. Como concursante retirada, tuvo la oportunidad de volver la próxima edición automáticamente.

### Miss Grand Ecuador 2021
Aguilera automáticamente fue concursante del certamen, pues decidió regresar para competir por el título este año. Fue una de las seis concursantes de la primera edición de Miss Grand Ecuador 2021. Durante la competencia, Aguilera ganó los siguientes premios y desafíos:
- 1.er lugar, medallista(s) de oro, Miss Make Up
- 1.er lugar, medallista(s) de oro, Miss Pasarela
- 1.er lugar, medallista(s) de oro, Sea una Señorita
- Miss Multimedia
- Miss Cielo

El 26 de junio de 2021, representó a Los Ríos en Miss Grand Ecuador 2021 en TC Televisión en Guayaquil, Ecuador, donde avanzó al top 3 y luego fue nombrada ganadora, superando a otras cinco candidatas.

### Miss Grand Internacional 2021
Como Miss Grand Ecuador, Aguilera ganó el derecho a representar a Ecuador en la competencia Miss Grand International. El 4 de diciembre, en el espectáculo final, Aguilera avanzó al top 20. Después de eso, en la competencia de traje de baño donde avanzó al top 10.
Después del vestido de noche y el discurso, Aguilera avanzó al top 5. Después de eso y varias entrevistas debido al empate, finalmente, obtuvo el puesto de primera finalista, convirtiéndose en la ecuatoriana con la posición más alta en dicho certamen.

### Miss Supranacional 2023
En marzo de 2023, Aguilera fue nombrada y coronada como miss supranacional Ecuador. Y representó a Ecuador en Nowy Sacz, Polonia, donde, el 14 de julio de 2023, se coronó como la ganadora del certamen, sucediendo a Lalela Mswane, de Sudáfrica como Miss Supranacional 2023, pudo visitar más de 15 países entre ellos Polonia, Ecuador, Estados Unidos, Venezuela, Brasil, República Dominicana, Perú, Honduras, Vietnam, Camboya, Tailandia, Indonesia, España, Gibraltar, Francia. Convirtiéndose en una de las reinas con más viajes y exitosa en la historia de dicho concurso.